# 金志允
金 志允（キム・ジユン、ハングル表記：김지윤、1978年7月31日 - ）は、大韓民国の韓国放送公社(KBS)所属のアナウンサー。

## 学歴
- 梨花女子大学校 経営大学院[2]

## 経歴
- 2002年 28期 KBS 公採のアナウンサー[2]